# Văn học Kiến An

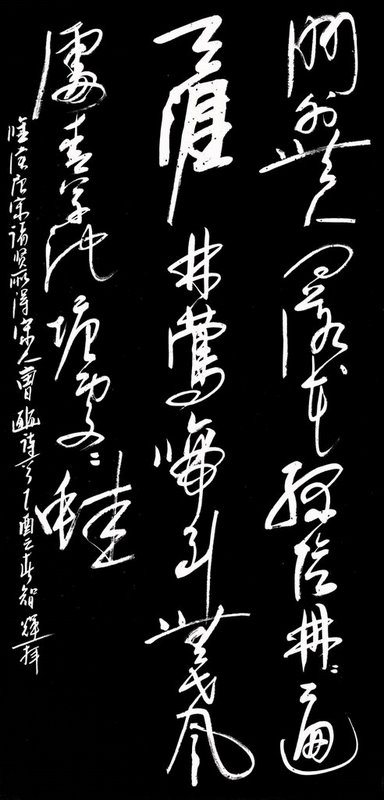
Văn Học Kiến An

Văn học Kiến An là cái tên dùng để chỉ một giai đoạn văn học khá quan trọng trong lịch sử phát triển của văn học Trung Quốc. Và tuy rằng Kiến An (196-220) chỉ là niên hiệu cuối cùng của Hán Hiến Đế, song khái niệm văn học Kiến An được dùng để chỉ một giai đoạn dài hơn: từ cuối triều Đông Hán đến đầu triều Tào Ngụy.

## Sơ lược bối cảnh
Chính sự nhà Hán kể từ thời Hán Hoàn Đế (132-167, ở ngôi: 146-167) ngày càng rối ren. Sang thời Hán Linh Đế (156-189, ở ngôi: 168-189) thì mức độ của sự rối ren đó đã thật sự nghiêm trọng. Vua chúa thì nhu nhược (hư vị), để mặc giới hoạn quan, ngoại thích tranh nhau quyền lợi; giới quý tộc thì hà hiếp, cướp bóc kẻ yếu để làm giàu...khiến người dân phải gánh chịu nhiều tai ách.
Trong bối cảnh ấy, năm 184, Trương Giác (140?-184) khởi binh chống triều đình. Sử nhà Hán gọi là "giặc" Hoàng Cân (Khăn vàng) - tuy thanh thế rất mạnh, nhưng sớm bị các tướng lĩnh và quân phiệt địa phương đánh dẹp.
Tiếp theo, Đổng Trác (132-192) chuyên quyền, các châu quận nổi lên đánh Đổng Trác và rồi binh quyền dần qua tay Tào Tháo hết. Tào Tháo tự tôn là Ngụy Vương, mượn tiếng phò nhà Hán để củng cố địa vị của mình. Lưu Bị (161-223) và Tôn Quyền (182-252) không phục, mỗi người chiếm một nơi, Lưu Bị ở Ba Thục, Tôn Quyền ở Đông Ngô, hình thành cái thế chân vạc.
Tháng 10 năm 220, ngay sau khi Hán Hiến Đế (181-234, ở ngôi: 189-220) bị phế, nhà Hán cáo chung, ba nước Tào Ngụy (của họ Tào), Thục Hán (của họ Lưu) và Đông Ngô (của họ Tôn) lần lượt được thành lập, đồng thời bắt đầu cuộc nội chiến tranh hùng lẫn nhau liên tục trong 60 năm (220-280).
Thời đại ấy (Hán mạt) trong văn học sử gọi là thời Kiến An.

## Phong cốt Kiến An

### Khái quát
Ra đời trên sự sụp đổ của đế quốc Hán và theo sau đó là sự lung lay của hệ tư tưởng Nho giáo, cho nên có thể nói thời Kiến An là giai đoạn bản lề quan trọng của lịch sử văn học Trung Quốc.
Lúc bấy giờ, có các đại biểu, như "tam Tào" (Tào Tháo, Tào Phi, Tào Thực) cùng với Kiến An thất tử, Thái Diễm v.v....đều đã biết kế thừa truyền thống tốt đẹp của Kinh Thi, tinh thần hiện thực của dân ca nhạc phủ; để cho ra đời những tác phẩm ưu tú, phản ảnh được tình hình xã hội của thời loạn lạc; thể hiện được tình cảm hào sảng, ý chí bi tráng của những người lập công dựng nghiệp, cũng như có lòng đồng tình sâu sắc với nhân dân.
Về tính nghệ thuật, đa phần tác phẩm của họ có phong cách bi tráng, ngôn ngữ tự nhiên, mới mẻ; nên đã đạt được thành tựu cao và có sức lan tỏa sâu rộng.
Lịch sử văn học gọi đó là phong cốt Kiến An .

### Phân tích
Từ nhận định khái quát trên, GS. Nguyễn Khắc Phi phân tích:
Cái gọi là phong cốt Kiến An bao gồm hai mặt:
- Một, là tinh thần hiện thực, là sự đau xót phẫn nộ chính đáng trước cuộc sống cực kỳ đen tối cuối Đông Hán.
- Hai, là cái "hùng tâm tráng chí" của những kẻ "anh hùng" trong giới thống trị cùng sự "bi quan, dao động" của họ khi bị thất bại, khi nghiệp lớn chưa thành.

Và điểm nổi bật nhất của văn học Kiến An, chính là:
- Một, có giá trị hiện thực, có lòng đồng cảm sâu sắc với nhân dân:

Như Vương Xán (177-217) trong chùm thơ Thất ai thi (Những bài thơ theo đầu đề "Bảy nỗi buồn đau" của nhạc phủ), đã dựng lên được bức tranh khái quát về xã hội Đông Hán cực kỳ bi thảm và hỗn loạn, bởi chiến tranh xâm lược và hỗn chiến quân phiệt. Trong bài Ẩm mã Trường Thành quật hành (Cho ngựa uống nước dước trong hào Trường Thành) của Trần Lâm (?-217), qua lời đối thoại đau lòng của đôi vợ chồng trẻ, tác giả đã cực lực lên án chế độ chiến tranh lao dịch nặng nề. 
Nhưng bài có quy mô phản ảnh rộng hơn cả và cũng gây xúc động lòng người hơn cả chính là Bi phẫn thi. với bút pháp tự sự kết hợp nhuần nhuyễn với trữ tình, Thái Diễm (177-?) đã lần lượt kể lại những nỗi đau khổ dằn vặt của mình từ lúc bị quân Đổng Trác bắt, rồi lưu lạc sang đất Hung Nô, cho đến lúc đành cắt đứt tình mẫu tử để trở về cố quốc...
Ngoài ra, có thể tìm thấy bóng dáng của hiện thực xã hội đương thời qua những bài thơ có giá trị khác của Tào Thực (192-232), Từ Cán (170-217), Nguyên Vũ (?-212)...
- Hai, thể hiện được tình cảm hào sảng, ý chí bi tráng của những người lập công dựng nghiệp.

Như những bài thơ "hùng hồn" của Tào Tháo (Đoản ca hành (Bài hành theo diệu Đoản ca), Quan thương hải (ngắm biển xanh), Quy tùy thọ (Rùa tuy thọ)) và của Tào Thực (Đông chinh phú).
Bên cạnh đó, văn học Kiến An còn có những tác phẩm chứa đựng những nội dung tư tưởng khác:
- Như những bài thơ du tiên, biểu lộ tư tưởng thoát tục (Khổ tư, Viễn du của Tào Thực) hoặc miêu tả đời sống tẻ nhạt của giới quý tộc, những bài thơ miêu tả tình yêu (đáng chú ý là những bài thơ của Tào Phi), những bài thơ bày tỏ sự bất mãn cá nhân trước cảnh đời đen bạc (đáng chú ý là những bài thơ của Tào Thực).
- Tuy từ phú và tản văn thời Kiến An, không có giá trị bằng thơ, song cũng phải kể đến luận văn của Trọng Trường Thống (179-220)[5] viết sách, của Tào Phi. Trong sách Xương ngôn bàn về lẽ trị loạn, Trọng Trường Thống đã vạch ra một cách có hệ thống tội ác của tầng lớp thống trị từ thời Chu, Tần cho đến Hán Hiến Đế. Và thiên Luận văn trong Điển luận của Tào Phi luôn chiếm một địa vị cao trong lịch sử phê bình văn học Trung Quốc.

### Kết
Trích ý kiến của học giả Nguyễn Hiến Lê:
Trong tình cảnh hỗn độn ấy, văn nhân không còn nhàn để đẽo gọt câu văn, không còn dùng phú để ca tụng vua chúa nữa, mà hay viết thơ ngũ ngôn (cổ phong) để than thở cho thân thế hoặc miêu tả cảnh thăng trầm trong xã hội; cho nên thi ca chiếm địa vị của phú, vì thơ dễ diễn tả tình cảm hơn phú. Phú suy nhưng sinh ra được lối tứ lục, tức một thể văn biền ngẫu, cứ một câu 4 chữ lại một câu 6 chữ .
Theo ý kiến của Từ điển bách khoa Việt Nam:
Kiến An là giai đoạn quan trọng trong lịch sử văn học Trung Quốc. Thơ ngũ ngôn bắt đầu hưng thịnh, thơ thất ngôn bắt đầu đặt được nền móng. Và các nhà văn Trung Quốc xưa nay coi Kiến An là thời kỳ chống chủ nghĩa hình thức uỷ mị, yếu đuối, họ nêu cao ý nghĩa hiện thực trong các tác phẩm Kiến An mà họ gọi là "phong cốt Hán Ngụy" (tức phong cốt Kiến An)